# Kemppi
Kemppi Oy ist ein finnisches Unternehmen, das als Hersteller von Schweißtechnik tätig ist. Kemppi entwirft, produziert und verkauft Schweißausrüstung sowie zugehörige Software und bietet seinen Kunden Service- und Beratungsleistungen an.

## Unternehmensgeschichte
Das Unternehmen wurde 1949 von Martti Kemppi als Veljekset Kemppi Oy gegründet. Sechs Jahre später wurden die ersten Produkte exportiert. Mitte der 1960er Jahre brachte Kemppi das erste MIG/MAG-Schweißgerät auf den Markt.
Kemppi gründete 1972 seine erste Tochtergesellschaft in Schweden. 1978 übertraf der Export erstmals den Inlandsabsatz. Im Jahr 1990 war Kemppi der weltweit erste Hersteller von Schweißgeräten, dem das Qualitätszertifikat ISO 9001 verliehen wird. Im Jahr 2006 hatte Kemmpii bei Lichtbogenschweißmaschinen einen Marktanteil in Europa von ca. 10 %.
Das Modell MinarcMig™ Adaptive 180 erhielt 2006 den internationalen Red Dot Designpreis. Im Jahr 2011 wurde die Produktfamilie Kempact RA mit dem iF Product Design Award ausgezeichnet.
Das Unternehmen verfügt heute über zwei Produktionsstätten in Lahti, Finnland, sowie eine Produktionsstätte in Chennai, Indien. Hinzu kommen eigene Gesellschaften in 15 Ländern (darunter seit 1985 in Butzbach bzw. seit 2012 in Langgöns). Die Produkte werden in 70 verschiedene Länder exportiert.
Kemppi Oy ist eine Tochtergesellschaft der Kemppi Group Oy.

## Sport
Kemppi sponserte seit 2007 den Rennfahrer Valtteri Bottas und seit 2012 das Williams F1 Team, bei dem Bottas als Stammfahrer tätig ist. Das Sponsoring endete im Jahr 2015. Nach einer anderen Quelle soll die Unterstützung aber auf persönlicher Ebene weiterhin bestehen.